# Gorni Balvan
Gorni Balvan (en macédonien Горни Балван) est un village de l'est de la Macédoine du Nord, situé dans la municipalité de Karbintsi. Le village comptait 57 habitants en 2002.

## Démographie
Lors du recensement de 2002, le village comptait :
- Macédoniens : 57